# Léon Chevreau
Pour les articles homonymes, voir Chevreau (homonymie).
Théophile-Léon Chevreau, né le 21 octobre 1827 à Saint-Mandé et mort le 16 mars 1910 à Paris 8e, est un haut fonctionnaire et homme politique français.

## Biographie
Fils de Jean-Henri Chevreau, il entre de bonne heure dans l'administration comme chef de cabinet de son frère, le comte Henri Chevreau, alors préfet de l'Ardèche. Successivement sous-préfet à Forcalquier, puis au Havre, préfet de l'Ardèche à son tour en 1853, puis préfet de la Sarthe, enfin, en 1860, préfet de l'Oise, avec le titre de conseiller d'État en service extraordinaire, il a longtemps été le plus jeune préfet de l’Empire.
Il profita assez habilement d'un antagonisme entre la Compagnie du Nord et des compagnies d'intérêt local pour faire exécuter un vaste réseau de chemins de fer dans l’Oise. 
Préfet à Beauvais, lors de la déclaration de la guerre, le 19 juillet 1870, son frère, alors ministre de l’Intérieur, l’a chargé, d’accord avec le général de Palikao, ministre de la Guerre, d’organiser et d’armer la Garde mobile, comme directeur général au Ministère de l'Intérieur et conseiller d'État hors section, travail surhumain dans lequel il a montré une activité sans répit et un coup d’œil très sûr. Les restaurateurs de la République eux-mêmes ont rendu justice à ses éminents services et ses hautes capacités.
Très attaché au régime impérial, il quitte, à la proclamation de la République française du 4 septembre 1870 la France avec son frère, pour suivre l’Impératrice Eugénie de Montijo en Angleterre, faisant partie de ses conseillers les plus dévoués et voulant rester, comme il le disait, « le courtisan du malheur ».  il a été admis officiellement à la retraite, comme préfet, en 1874. 
Après une première tentative infructueuse faite par lui, en 1872, pour entrer à l'Assemblée nationale, le département de l’Oise, qu’il avait administré pendant dix ans, lui a témoigné sa reconnaissance en le choisissant pour représentant à la Chambre, le 20 février 1876, comme candidat des conservateurs dans la 2e circonscription de Beauvais, et fut élu. Il fut du groupe de l'Appel au peuple, et vota avec la droite pour le gouvernement du Seize-Mai, qui lui accorda, après la dissolution, son appui officiel, et l'aida à obtenir sa réélection, le 14 octobre 1877. Il reprit sa place à droite et vota avec la minorité anti-républicaine.
Réélu le 21 août 1881, il continua son opposition au gouvernement, vota contre le ministère Ferry et vit son mandat renouvelé une fois de plus le 4 octobre 1885, sur la liste conservatrice de jusqu’en 1889. Avec la minorité de droite, il se prononça contre tous les ministères de la législature, depuis le cabinet Brisson jusqu'au cabinet Floquet.

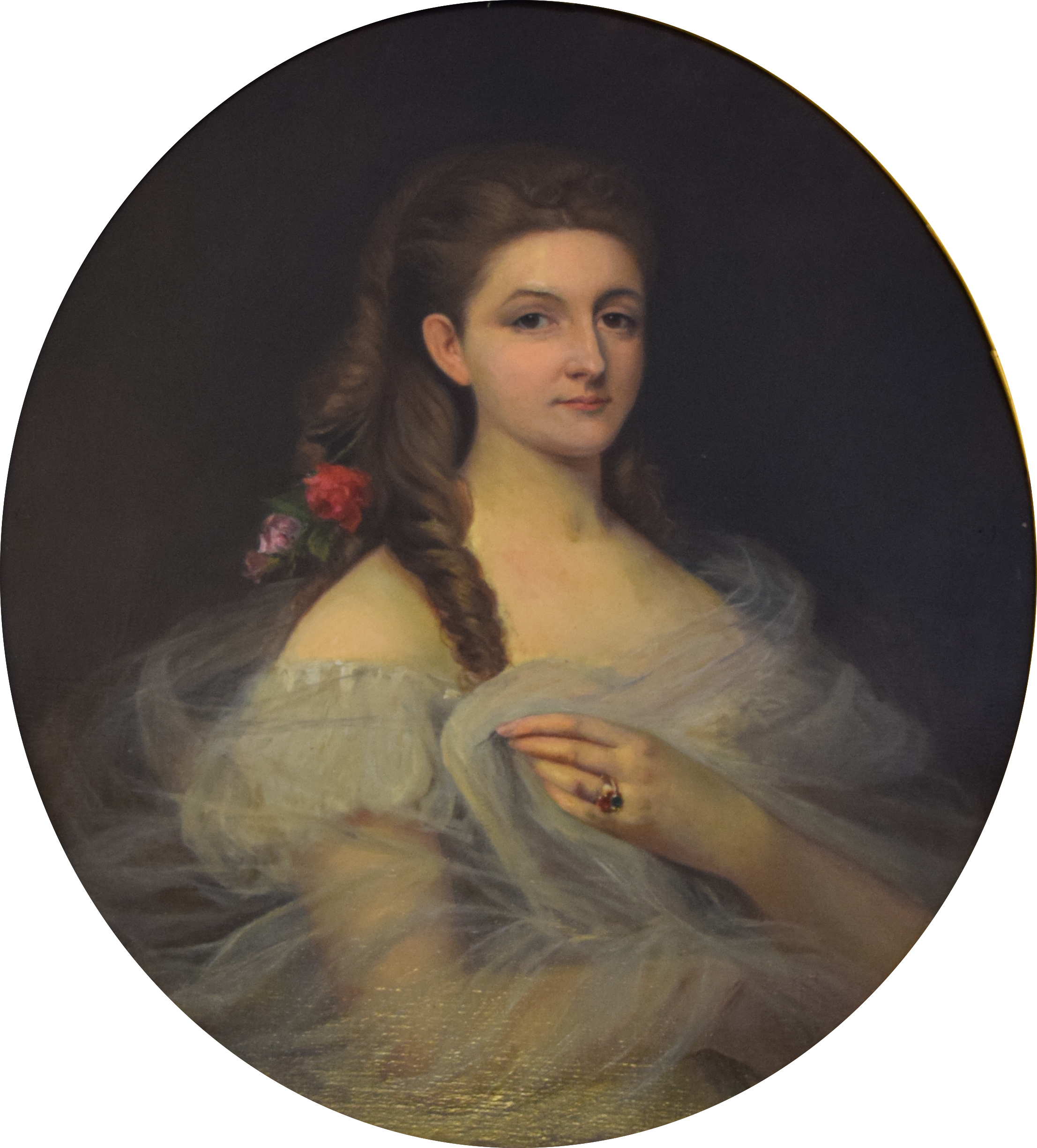
Élisabeth Alisse, dame d'honneur de l'Impératrice.

Rentré dans la vie privée, il est resté fidèle à tout son passé politique, très lié avec tous les anciens serviteurs du Second Empire, notamment avec le duc de Mouchy, son voisin dans l’Oise. L’année précédant sa mort, il présidait encore le banquet de l’Appel au Peuple. Quelques années avant sa mort, devant subir une opération redoutable, que les médecins n’osaient tenter, parce qu’il était impossible de chloroformer le malade, il a mis fin à leurs hésitations en s’étendant sur la table de l’opération. Pendant que le bistouri taillait dans ses chairs vives, et que la souffrance aiguë tenaillait Ia sensibilité du vieillard, qui crispait ses poings et serrait la mâchoire, il a rassemblé toutes ses forces et tout son souffle pour scander cette parole : « Vous faites bien mal, messieurs ; mais vous ne m’entendrez point crier ; je veux vous faire voir ce que c’est qu’un vieux préfet de l’Empire ! »
Ayant perdu, sa femme, Élisabeth Alisse, dame d'honneur de l’impératrice Eugénie de Montijo et fille du banquier parisien Jules Alisse, en 1907, il n’a laissé qu’une fille, Mme Władysław Edward Kronenberg (en), dont la fille a épousé le comte Joseph de Maistre (1879-1955). Le comte Urbain Chevreau d'Antraigues est son neveu. 
À l’issue de ses obsèques, célébrées en l’église Saint-Philippe-du-Roule, il a été inhumé dans une sépulture familiale, au cimetière de Saint-Mandé.

## Mandats et fonctions
- Chef de cabinet de son frère, Henri Chevreau, préfet de l'Ardèche (1er mars 1849 au 15 mars 1851)
- Sous-préfet de Forcalquier (décembre 1852)
- Sous-préfet du Havre (9 mai 1852)
- Préfet de l'Ardèche (4 mars 1853 à 1857)
- Préfet de la Sarthe (20 juillet 1857 au 9 janvier 1860)
- Préfet de l'Oise (10 janvier 1860 à septembre 1870)
- Conseiller d'État en service extraordinaire
- Directeur du personnel au Ministère de l'Intérieur (août 1870)
- Conseiller d'État (hors section) (13 août 1870 au 31 janvier 1873)
- Député de l'Oise (20 février 1876 au 22 septembre 1889)